# P×P
『P×P』（ピー バイ ピー）は、吉住渉による日本の漫画作品。

## 概要
以下の雑誌に掲載された。なお、版元はいずれも集英社。
- RIBONオリジナル 2006年4月号
- りぼん 2007年お正月大増刊号
- りぼん2007年夏休み大増刊号りぼんスペシャル

作者の作品では初めてとなる、美人で自信家の女の子が主人公である。
単行本はりぼんマスコットコミックスより全1巻（2007年10月発行 ISBN 978-4-08-856780-8）で発売され、「BABY IT'S YOU」が併録された。

## あらすじ
聖桜学院では、手数料3万円で何でも盗んでくれる怪盗Pの噂で持ちきりだった。
Pの正体は、生徒会副会長の姫乃るり、そして彼女を影で支えるのが、天才少年・須佐祐真だった。

## 登場人物
姫乃 るり（ひめの るり）
聖桜学院高等部の生徒会副会長。容姿端麗な少女。あだ名は「姫」。元体操部のホープで運動神経も抜群。
趣味と実益を兼ねて、怪盗Pとして裏で活躍する。PはPrincessのP。祐真のサポートの元、徹底的に下調べをし、決して怪しいもの・高額なものは盗まない。祐真のことが好き。
須佐 祐真（すさ ゆうま）
IQ250の天才少年。学校から特別に個人研究室を与えられている。あだ名は「教授」。
るりが怪盗Pとしてスムーズに活動出来るように、現実には有り得ない様々なグッズを開発する。
友利 大貴（ともとし だいき）
聖桜学院高等部の生徒会長。姫のことが好き。怪盗P（ProfessorのP）は須佐ではないかと疑っている。
一ノ木 睦美（いちのき むつみ）
聖桜学院高等部の新聞部部長。友利とは幼なじみ。怪盗Pの正体に気付き、後に協力者になる。友利のことが好き。

## 単行本同時収録
BABY IT'S YOU
『りぼんオリジナル』2005年12月号掲載
バレー部を引退したばかりの紅実（くみ）は、宝塚研究会の劇で男役をやってほしいと頼まれる。バレー部の顧問の深町に恋をしていた紅実は、引退前の夏合宿で深町にキスされていた。深町との関係を仄めかす後輩が現れ、彼の真意も分からないまま、劇の本番は迫る。